# Cochisea undulata
Cochisea undulata är en fjärilsart som beskrevs av Frederick H. Rindge 1975. Cochisea undulata ingår i släktet Cochisea och familjen mätare. Inga underarter finns listade i Catalogue of Life.